# Östat

Världens östater. Stater markerade i blått saknar landgränser; grönmarkerade har minst en landgräns mot en annan stat.

Stater utan landgränser.

En östat eller ett örike är en stat som enbart består av en eller flera öar. En östat saknar område på fastlandet. Exempel på östater är Storbritannien (undantaget besittningar), Japan, Malta, Island, Cypern, Nya Zeeland och Sri Lanka.
Vissa östater består av många öar, historiskt sett har man ofta fått åka båt emellan, men numera kan broar för bil och tåg finnas.
Procentuellt sett är östaterna numera oftare demokratier än kontinentala länder, även om de historiskt varit mer politiskt instabila.
Östater är ofta små med lågt befolkningsantal.
Australien är geografiskt sett en kontinent, inte en ö, men förr i tiden räknades det ibland som östat inom turistmarknadsföring. Landet räknas ibland fortfarande som östat.